# بانک سپه (همدان)
بانک سپه (همدان) مربوط به قرن ۱۴ ه.ق است و در شهرستان همدان، ابتدای خیابان شریعتی واقع شده و این اثر در تاریخ ۲۳ بهمن ۱۳۸۵ با شمارهٔ ثبت ۱۷۱۲۸ به عنوان یکی از آثار ملی ایران به ثبت رسیده است.